# Geh’ Deinen Weg

Logo der Aktion Geh Deinen Weg

Geh Deinen Weg ist eine Initiative der Deutschlandstiftung Integration, die sich für Chancengleichheit von Menschen mit Migrationshintergrund einsetzt und 2012 ins Leben gerufen wurde. Mit einem ideellen Stipendienprogramm begleitet die Initiative junge Menschen mit Migrationshintergrund auf ihrem Weg ins Arbeitsleben. Ein Mentorenprogramm, exklusive Events und ein breites Netzwerk bieten hierfür die Basis. In das Programm werden pro Jahr etwa 100 Stipendiaten für eine Förderdauer von zwei Jahren aufgenommen. Alle Teilnehmer bekommen je eine Mentorin oder Mentor als Karriereberater und Türöffner zur Seite gestellt. Unter anderem konnten der ehemalige Bundespräsident Christian Wulff, Politikerin Doris Schröder-Köpf sowie Regierungssprecher Steffen Seibert für das Mentorenteam von Geh deinen Weg gewonnen werden.
Zum Start der Initiative Geh Deinen Weg wurde die Deutschlandstiftung Integration 2012 von der Fußball-Bundesliga unterstützt. Bei allen Spielen des dritten Spieltags der Saison 2012/13, die vom 14. bis 16. September 2012 ausgetragen wurden, trugen die Fußballspieler der 18 Bundesligavereine im Rahmen des Integrations-Spieltages anstelle des jeweiligen Hauptsponsors den Slogan Geh Deinen Weg auf dem Trikot. Die Spielbälle trugen ebenfalls diesen Schriftzug. Nach der Aktion Mein Freund ist Ausländer in der Saison 1992/93 war es die zweite Kampagne dieser Art. Vorgestellt wurde die Aktion am 13. September 2012 in einer Pressekonferenz im Bundeskanzleramt in Berlin von damaligen Repräsentanten der Deutschlandstiftung Integration – Angela Merkel als Schirmherrin, Uli Hoeneß als Vorstandsmitglied, Maria Böhmer als Kuratoriumsmitglied und Wolfgang Fürstner als Vorstandssprecher – sowie vom damaligen DFL-Präsident Reinhard Rauball.
2013 startete mit der Berufsorientierung Geh Deinen Weg ein weiteres Projekt unter dem Dach der Initiative Geh Deinen Weg. Gemeinsam mit Unternehmen führt die Deutschlandstiftung Integration Berufsmessen an Schulen durch. Adressaten der bundesweiten Veranstaltungsreihe sind Schulen mit einem hohen Anteil an Schülern mit Migrationshintergrund. Ziel ist es, Schülern frühzeitig einen Zugang zu potentiellen Arbeitgebern zu ermöglichen.
Für ein Stipendium können sich junge Menschen zwischen 18 und 29 Jahre bewerben, die eine eigene oder familiäre Migrationsbiografie aufweist und ihren Wohnsitz in Deutschland haben; wer sich bereits in einer Ausbildung befindet, kann sich bereits mit 16 Jahren bewerben. Zu den Bewerbungskriterien zählen zudem besondere Qualifikationen, etwa in beruflichem, schulischem, universitärem oder sportlichem Bereich, sowie eine hohe Motivation und die Bereitschaft, gesellschaftliche Verantwortung zu übernehmen. Auf eine dreimonatige Bewerbungsphase im Sommer, in dem Bewerber eine Initiativbewerbung einreichen können, folgt eine Sichtung durch ein Auswahlgremium und Auswahlgespräche mit ausgewählten Kandidaten. Stipendiaten erhalten für die Dauer von zwei Jahren Zugang zu Gelegenheiten des Austauschs, zu Seminaren und zu Workshops.